# Hrvatsko narodno kazalište Split
Hrvatsko narodno kazalište Split djeluje u zgradi podignutoj 6. svibnja 1893. na Trgu Gaje Bulata u Splitu. Splitski HNK središnje je splitsko kazalište i najznačajnija kazališna ustanova u Dalmaciji. Zgrada kazališta je zaštićeno kulturno dobro.
Isprva nije postojao stalni umjetnički ansambl, nego su programe u njemu održavale uglavnom putujuće kazališne operne trupe, među kojima su dominirale one iz Češke i Italije, te Zagreba, Osijeka i Beograda. Između dva svjetska rata u Splitu su gotovo svakoga svibnja gostovale Ljubljanska i Zagrebačka opera, dajući pregršt predstava tijekom svibnja.

## Povijest
Nova kazališna zgrada Obćinskog kazališta otvorena je 6. svibnja 1893. izgrađena neorenesansnim stilom s elementima neobaroka
Godine 1922. osnovan je vlastiti ansambl, koji je davao predstave u svojoj organizaciji. Dio ansambla bili su profesionalci, dio su bili amateri. Veliki zaokret ostvario se animiranjem maestra Ive Tijardovića, koji je svojim operetama Mala Floramye (1926.) i Spli'ski akvarel (1928.) obilježio i grad i građane, kao i navike života u toj sredini.
Pod nazivom Hrvatsko narodno kazalište u Splitu počinje djelovati 1940, Intendant kazališta bio je Ivo Tijardović. Na mjestu intendanta trenutno je Vicko Bilandžić (mandat od 2023.)
U veljači 1970. kazališna zgrada je gotovo potpuno uništena u požaru, predstave će se održati prvo u Depadansi Doma JNA, a zatim u kinu Split u sklopu Doma Brodogradilišta Split. Obnova zgrade će dugo trajati, no bit će svečano otvorena 19. svibnja 1980.
U kazalištu se nalaze poprsja velikana splitske i hrvatske kulture: Marka Marulića, Gaje Bulata, Ive Tijardovića, Josipa Hatzea, Josipa Gende, Zdravke Krstulović, Borisa Dvornika, Ane Roje, Silvija Bombardellija i Ive Paraća.
HNK Split organizira kazališne festivale Splitsko ljeto i festival hrvatske drame Marulićevi dani.
Kroz mnoga desetljeća HNK Split sačuvao je kulturni identitet grada brojnim kazališnim predstavama i koncertima. 

## Današnje vrijeme
U splitskom HNK-u godišnje se izvede 300 predstava s 120 000 – 150 000 posjetitelja s izborom od 20 do 40 različitih opernih, dramskih i baletnih djela te 12 – 14 novih izvedbi godišnje.
Neka od poznatih djela izvedena u HNK-u su: Mozartova Čarobna frula, Tijardovićev Spli'ski akvarel, Čajkovskijev Orašar te Shakespearov Hamlet.
Istodobno imaju filharmonijske koncerte i koncerte solista, Zbora i Orkestra te održavaju diplomske i adventske koncerte. Često održavaju razna zbivanja. 
Poslije dugogodišnjeg neobnavljanja, 2025. započinje velika obnova zgrade gdje će se potpuno energetski obnoviti i osuvremeniti s novim sjedalima, tapetima u parteru, zvučnicima u ložama, zamjenom sustava grijanja, hlađenja i ventilacije, poboljšanem vodovoda, obnovom krova i fasada te osuvremenjivanje scenske i unutarnje rasvjete. Tijekom obnove predstave izvodit će se na drugim mjestima.

## Ravnatelji
- Ivan Penović, ravnatelj Drame

- Denis Matvienko, ravnatelj Baleta

### Zanimljivosti
Najdugovječniji radnik splitskog HNK bio je dugogodišnji nabavljač, povremeni glumac i statist, najpoznatiji kao pirotehničar Milan Tomić Šerif, koji je 61 godinu radio u splitskom HNK.

## Vanjske poveznice
- Hrvatsko narodno kazalište u Splitu